# Gonatocerus chula
Gonatocerus chula is een vliesvleugelig insect uit de familie Mymaridae. De wetenschappelijke naam is voor het eerst geldig gepubliceerd in 2009 door Triapitsyn & Bernal.